# نورسمان
نورسمان هي بلدة، في أستراليا، تقع في أستراليا الغربية، بلغ عدد سكانها 581  نسمة وذلك حسب إحصائيات سنة 2016، رمزها البريدي هو 6443.

## المناخ
يظهر الجدول التالي التغييرات المناخية على مدار السنة لنورسمان:
| البيانات المناخية لـنورسمان              | البيانات المناخية لـنورسمان | البيانات المناخية لـنورسمان | البيانات المناخية لـنورسمان | البيانات المناخية لـنورسمان | البيانات المناخية لـنورسمان | البيانات المناخية لـنورسمان | البيانات المناخية لـنورسمان | البيانات المناخية لـنورسمان | البيانات المناخية لـنورسمان | البيانات المناخية لـنورسمان | البيانات المناخية لـنورسمان | البيانات المناخية لـنورسمان | البيانات المناخية لـنورسمان |
| الشهر                                    | يناير                       | فبراير                      | مارس                        | أبريل                       | مايو                        | يونيو                       | يوليو                       | أغسطس                       | سبتمبر                      | أكتوبر                      | نوفمبر                      | ديسمبر                      | المعدل السنوي               |
| ---------------------------------------- | --------------------------- | --------------------------- | --------------------------- | --------------------------- | --------------------------- | --------------------------- | --------------------------- | --------------------------- | --------------------------- | --------------------------- | --------------------------- | --------------------------- | --------------------------- |
| الدرجة القصوى °م (°ف)                    | 46.0 (114.8)                | 44.9 (112.8)                | 43.8 (110.8)                | 37.0 (98.6)                 | 33.3 (91.9)                 | 27.8 (82.0)                 | 27.7 (81.9)                 | 32.5 (90.5)                 | 35.6 (96.1)                 | 40.0 (104.0)                | 41.1 (106.0)                | 44.9 (112.8)                | 46.0 (114.8)                |
| متوسط درجة الحرارة الكبرى °م (°ف)        | 32.5 (90.5)                 | 31.3 (88.3)                 | 28.8 (83.8)                 | 24.5 (76.1)                 | 20.4 (68.7)                 | 17.4 (63.3)                 | 16.8 (62.2)                 | 18.4 (65.1)                 | 21.6 (70.9)                 | 24.9 (76.8)                 | 28.0 (82.4)                 | 30.7 (87.3)                 | 24.6 (76.3)                 |
| متوسط درجة الحرارة الصغرى °م (°ف)        | 15.8 (60.4)                 | 15.9 (60.6)                 | 14.5 (58.1)                 | 11.6 (52.9)                 | 8.5 (47.3)                  | 6.3 (43.3)                  | 5.2 (41.4)                  | 5.4 (41.7)                  | 7.4 (45.3)                  | 9.7 (49.5)                  | 12.2 (54.0)                 | 14.0 (57.2)                 | 10.5 (50.9)                 |
| أدنى درجة حرارة °م (°ف)                  | 6.0 (42.8)                  | 6.3 (43.3)                  | 3.3 (37.9)                  | 0.6 (33.1)                  | −2.3 (27.9)                 | −4.6 (23.7)                 | −3.1 (26.4)                 | −2.2 (28.0)                 | −3.0 (26.6)                 | −0.7 (30.7)                 | 2.2 (36.0)                  | 3.6 (38.5)                  | −4.6 (23.7)                 |
| الهطول مم (إنش)                          | 19.8 (0.78)                 | 25.2 (0.99)                 | 23.9 (0.94)                 | 23.6 (0.93)                 | 30.6 (1.20)                 | 30.3 (1.19)                 | 26.9 (1.06)                 | 25.1 (0.99)                 | 21.1 (0.83)                 | 20.3 (0.80)                 | 20.5 (0.81)                 | 21.3 (0.84)                 | 288.7 (11.37)               |
| المصدر: Australian Bureau of Meteorology |                             |                             |                             |                             |                             |                             |                             |                             |                             |                             |                             |                             |                             |

## أعلام
- سارة بروكس
- دنيس بيكر